# Zoran Lubej
Zoran Lubej (* 14. Dezember 1975 in Celje) ist ein aus Jugoslawien stammender Handballspieler slowenischer Nationalität.
Der 1,94 Meter große und 95 Kilogramm schwere Kreisläufer stand zwischen Juli 2009 und Dezember 2009 bei RK Zagreb unter Vertrag. Zuvor spielte er bei Club Balonmano Antequera, Portland San Antonio, Paris HB (2003/2004) und Prule 67 Ljubljana. Mit Ljubljana, Paris, San Antonio und Zagreb spielte er im EHF-Pokal (2001/02, 2003/04, im Europapokal der Pokalsieger 1999/2000, 2000/01), in der EHF Champions League (2002/03, 2004/05, 2005/06, 2009/10) und im Euro-City-Cup (1997/1998).
Zoran Lubej warf in 162 Länderspielen für die slowenische Nationalmannschaft 385 Tore (Stand: 10. Mai 2013) und spielte auch bei den olympischen Spielen im Jahr 2000.